# Sint-Adrianuskerk (Adegem)
De Sint-Adrianuskerk is een kerkgebouw in Adegem, een deelgemeente van Maldegem in de Belgische provincie Oost-Vlaanderen. De kerk is toegewijd aan de heilige Adrianus.
Oorspronkelijk stond hier een romaanse kruiskerk waarvan de 13e-eeuwse vieringtoren bewaard is gebleven. De toren is beschermd erfgoed. Ze was toegewijd aan Onze-Lieve-Vrouw, wat een bewijs was van haar hoge ouderdom. Tussen 1575-1578 gaat de kerk in vlammen op ten gevolge van de godsdienstonlusten. Tussen 1578 tot 1583 predikten hier de calvinisten. Er volgen een aantal herstellingen in de 17e en 18e eeuw. Na de Reformatie werd Adrianus patroon van de kerk.
De huidige kerk is in 1842-1843 opgetrokken, onder leiding van de Gentse architect Louis Minard. Het bakstenen kerkschip houdt volgens kenners geen rekening met de afmetingen van de toren.
Rechts van de kerk loopt een eeuwenoude kerkwegel, de Hogen Pad, die naar Maldegem leidt.

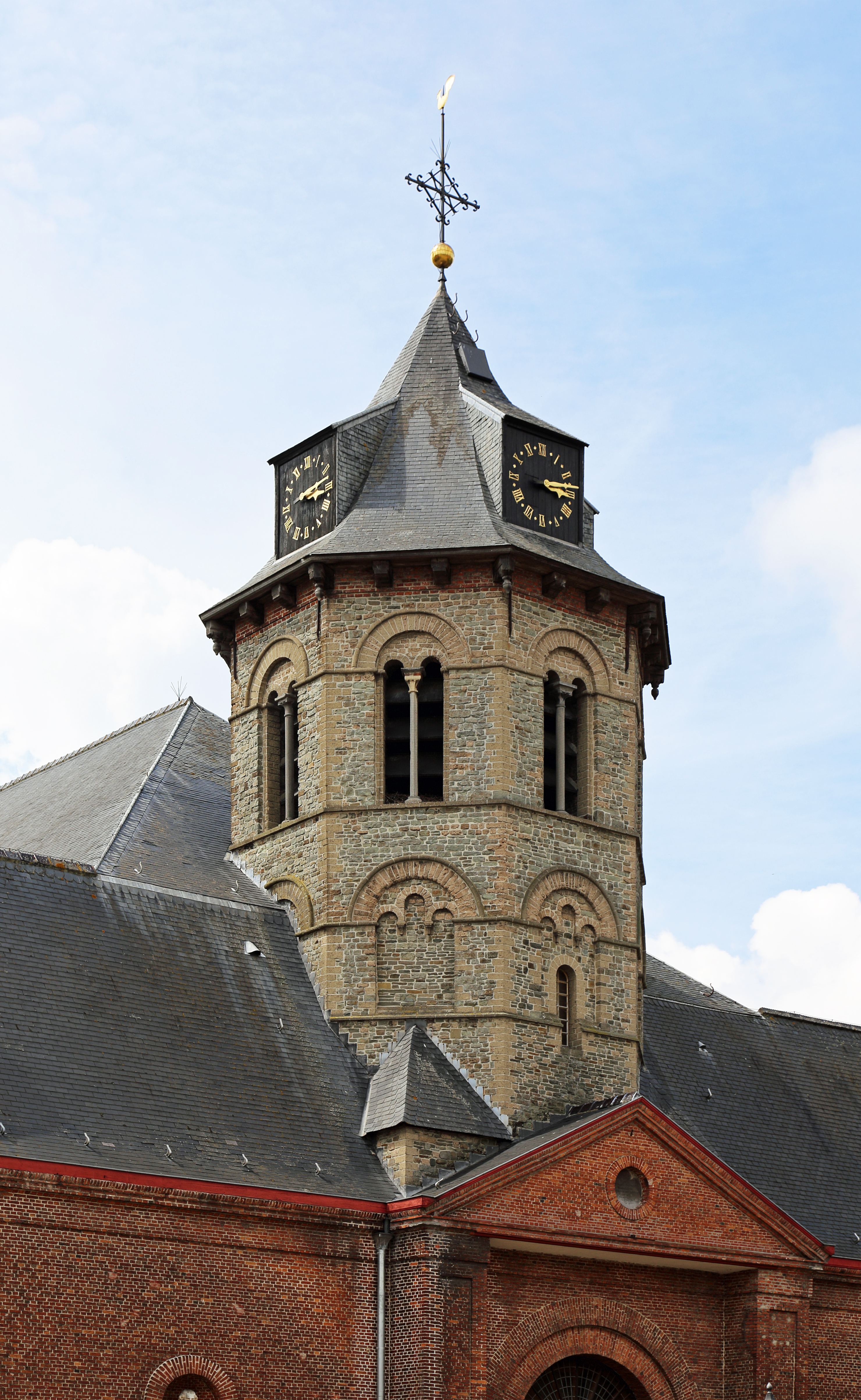
Toren
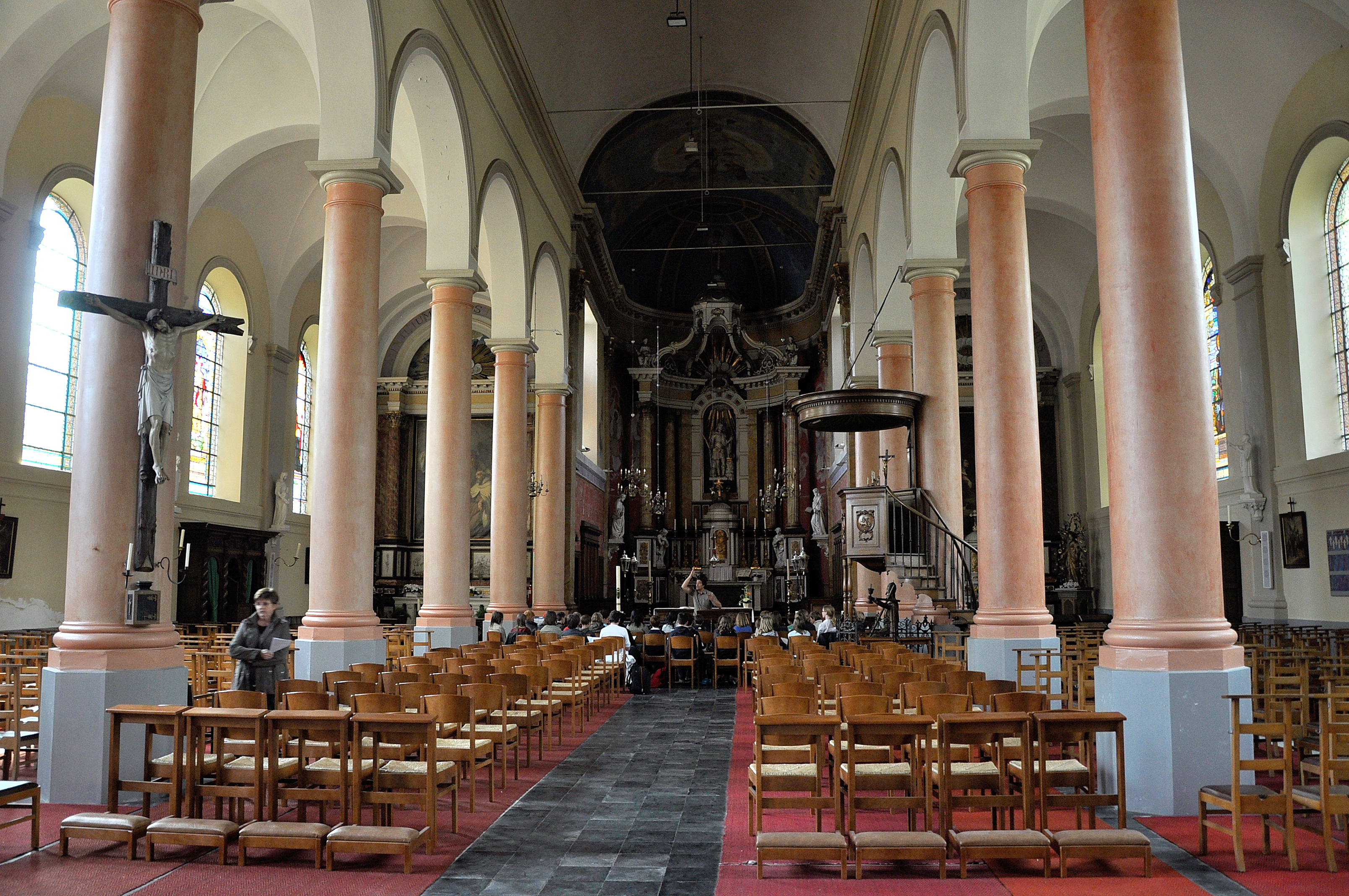
Interieur
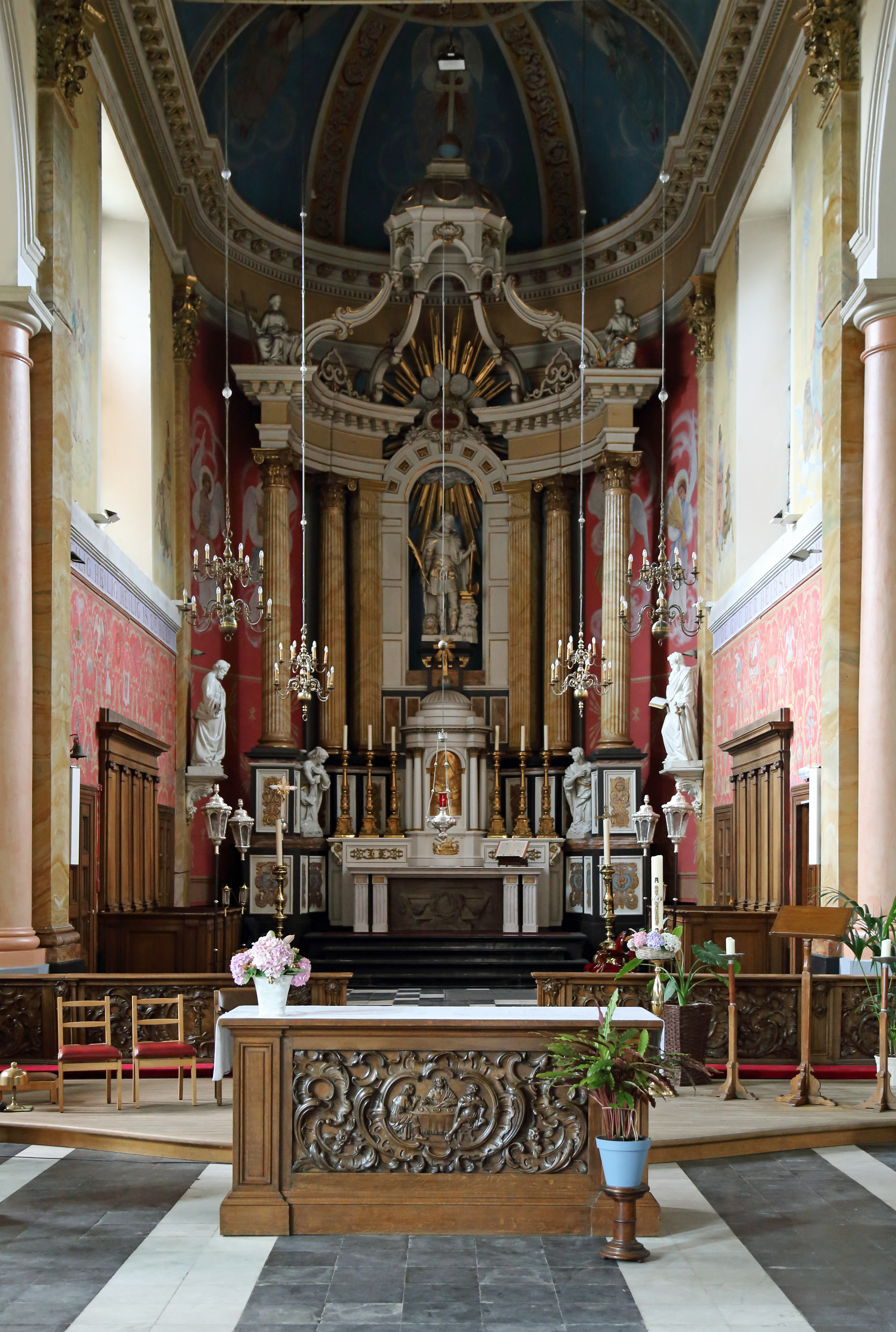
Hoofdaltaar
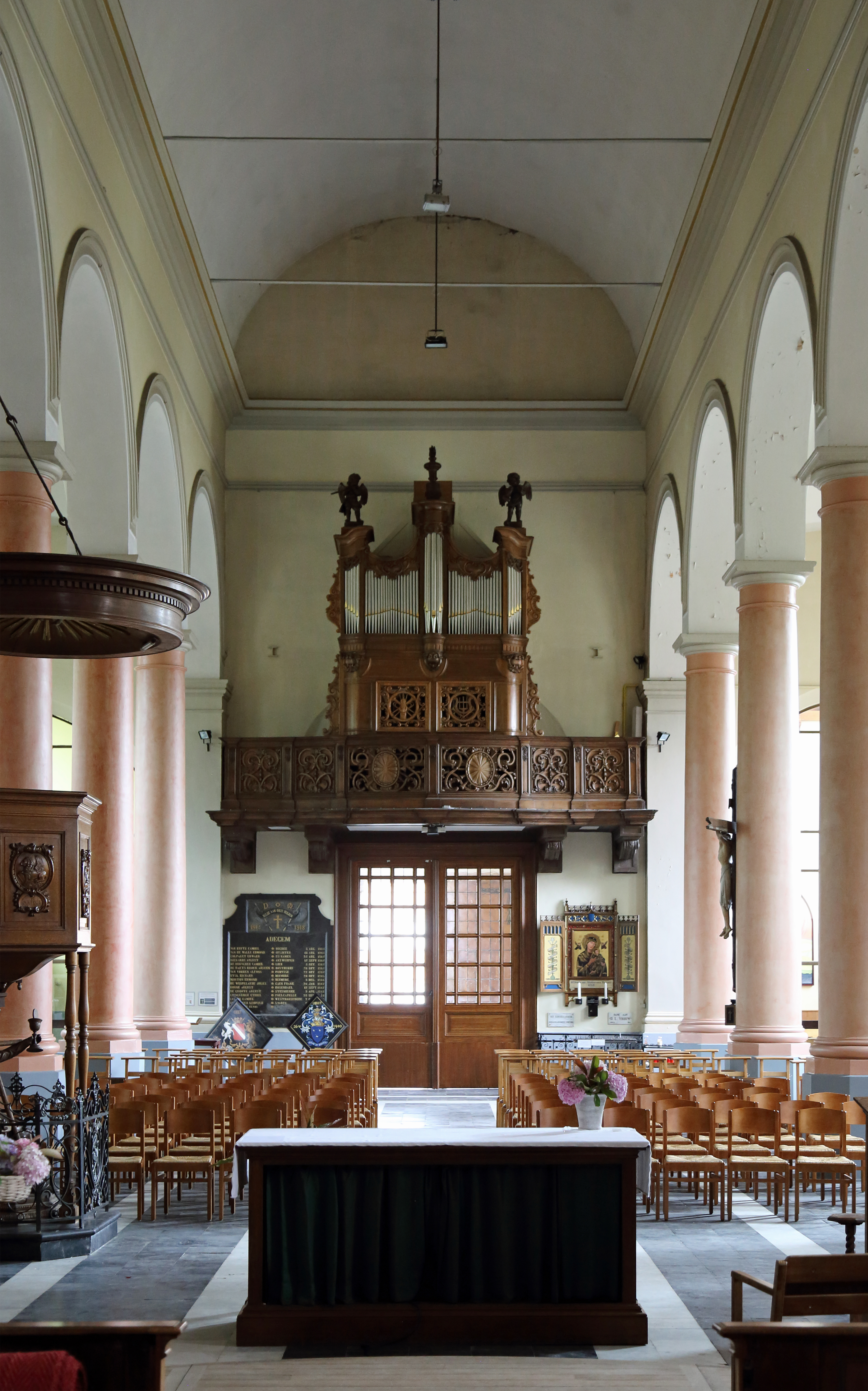
Interieur
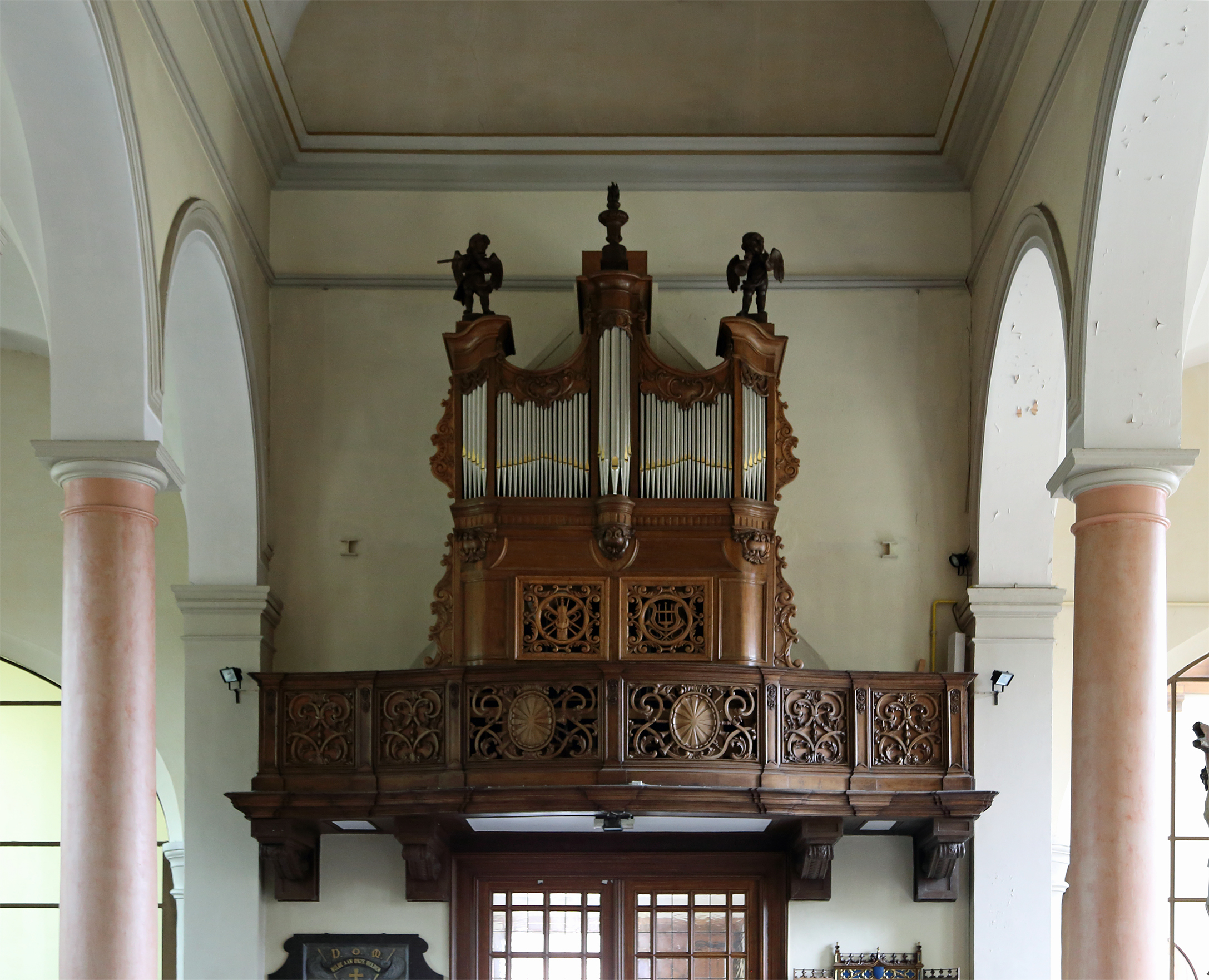
Doksaal en Delhayeorgel
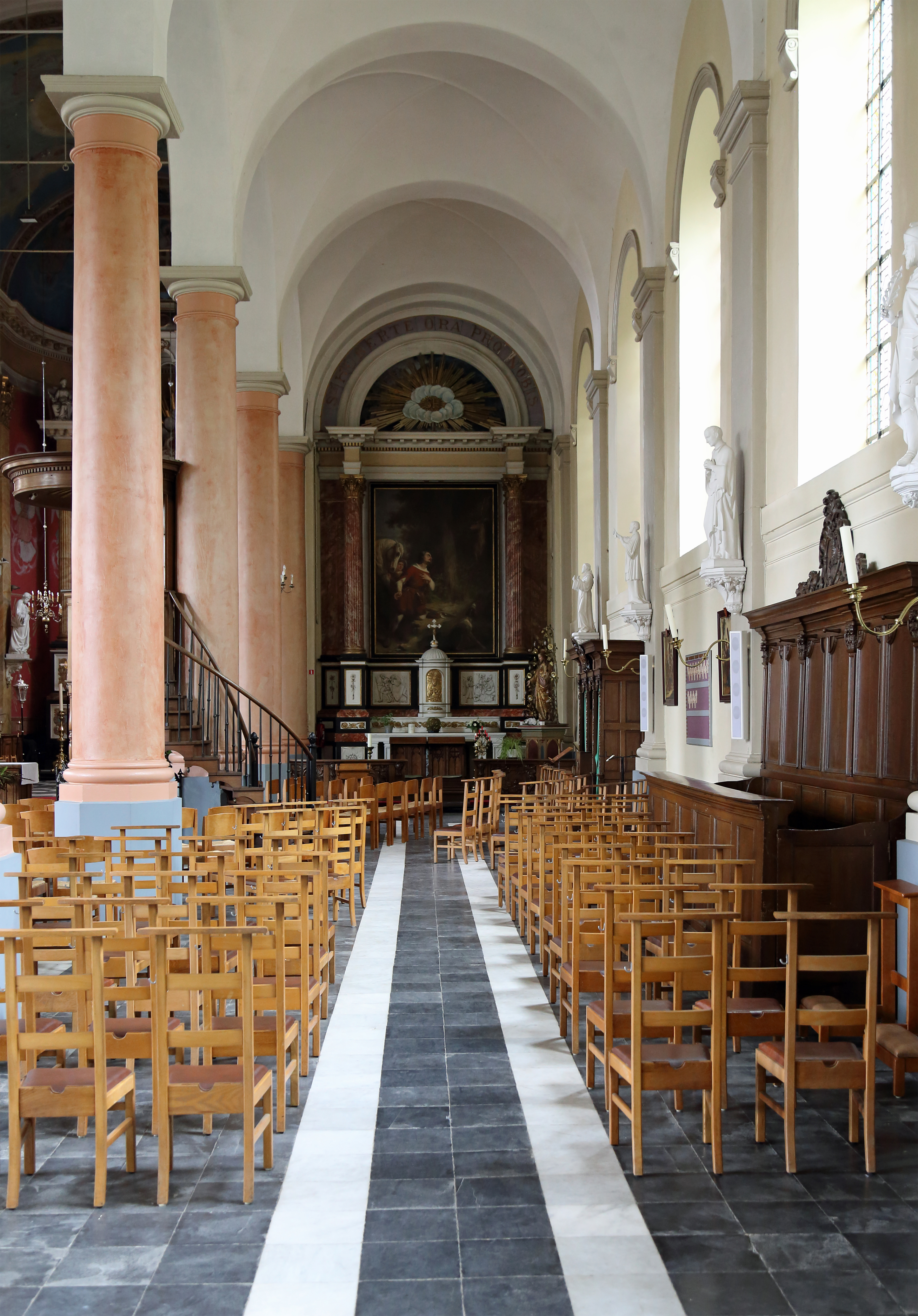
Rechterzijbeuk
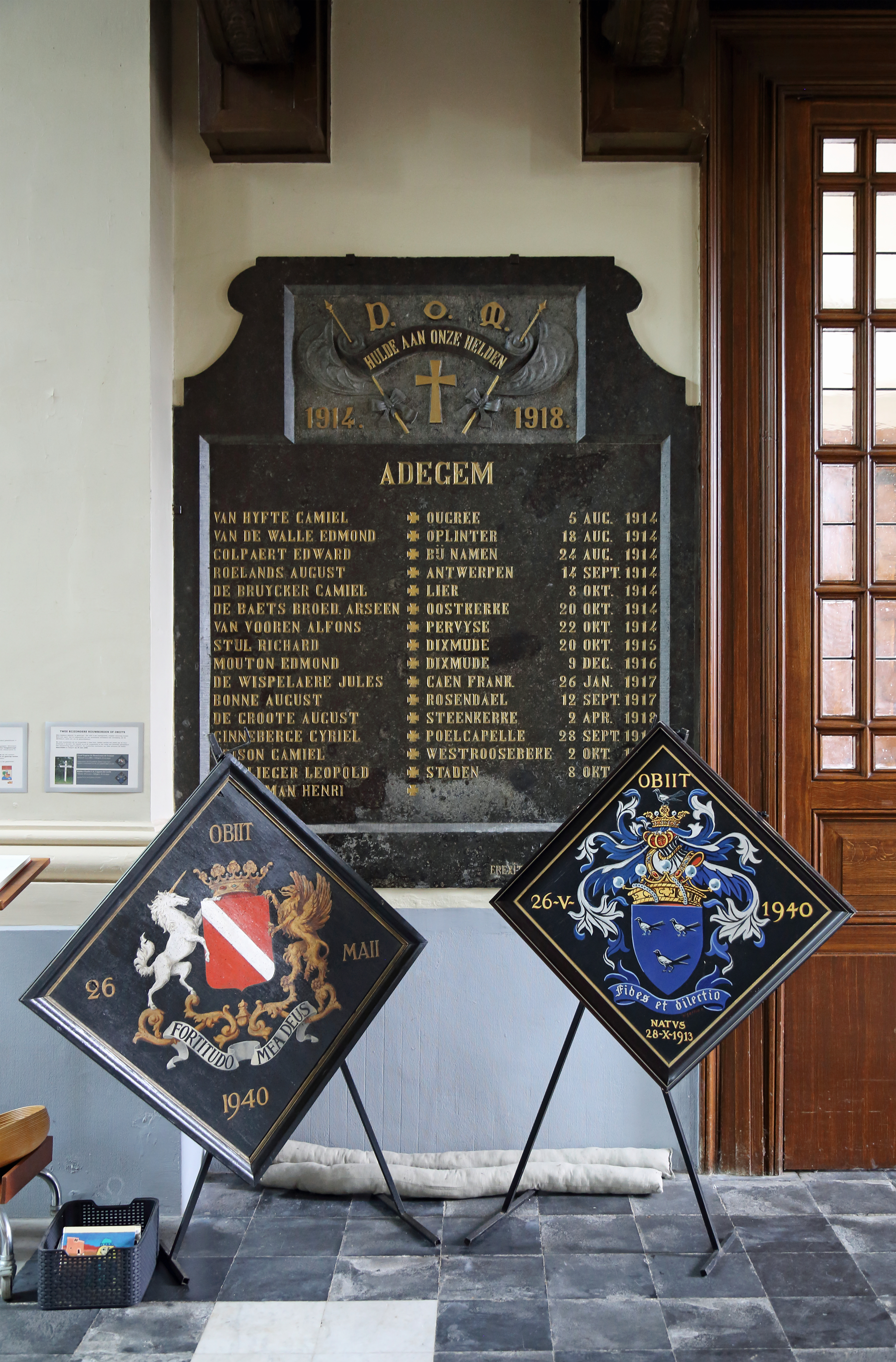
Gedenkplaat Wereldoorlog I
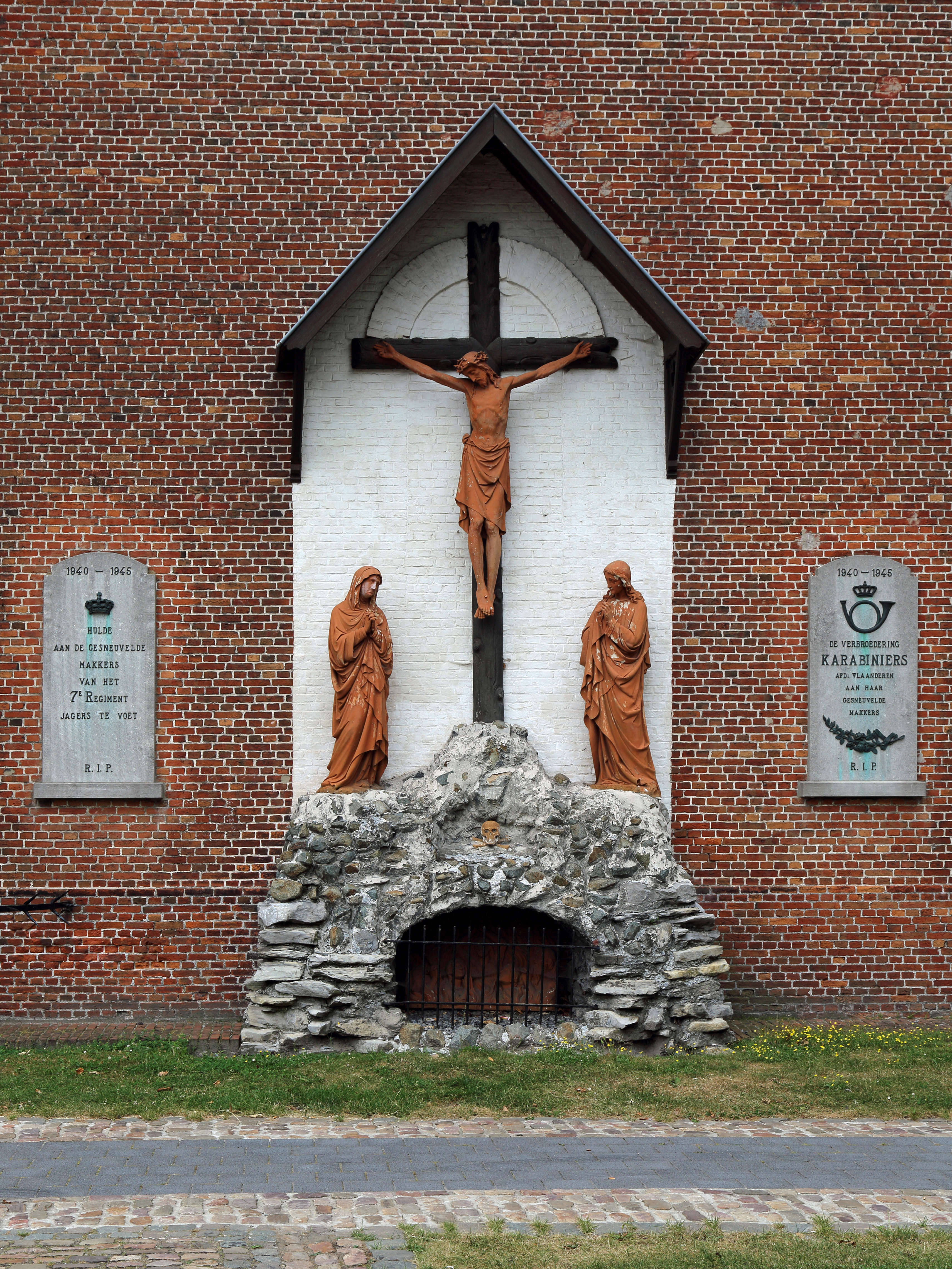
Calvarie door Matthias Zens